# E. Wilder Farley
Ephraim Wilder Farley (* 29. August 1817 in Newcastle, Massachusetts; † 3. April 1880 ebenda) war ein US-amerikanischer Politiker. Zwischen 1853 und 1855 vertrat er den Bundesstaat Maine im US-Repräsentantenhaus.

## Werdegang
Wilder Farley wurde 1817 in Newcastle geboren, das damals noch zu Massachusetts gehörte und seit 1820 Teil des damals neu geschaffenen Staates Maine ist. Er besuchte die öffentlichen Schulen seiner Heimat und danach bis 1836 das Bowdoin College in Brunswick. Nach einem anschließenden Jurastudium und seiner Zulassung als Rechtsanwalt begann er in Newcastle in diesem Beruf zu praktizieren.
Politisch war Farley Mitglied der Whig Party. Im Jahr 1843 sowie nochmals zwischen 1851 und 1853 saß er als Abgeordneter im Repräsentantenhaus von Maine. 1852 wurde er im dritten Wahlbezirk von Maine in das US-Repräsentantenhaus in Washington, D.C. gewählt, wo er am 4. März 1853 die Nachfolge von Robert Goodenow antrat. Da er bei den folgenden Wahlen im Jahr 1854 gegen Ebenezer Knowlton verlor, konnte er bis zum 3. März 1855 nur eine Legislaturperiode im Kongress absolvieren. Diese war von den Diskussionen im Vorfeld des Bürgerkrieges bestimmt.
Im Jahr 1856 wurde Farley Mitglied des Senats von Maine. Danach zog er sich aus der Politik zurück. Er starb am 3. April 1880 in seinem Geburtsort Newcastle.